# Alsó-Prut Alacsony Ártere Natúrpark
Az Alsó-Prut Alacsony Ártere Natúrpark (románul Parcul Natural Lunca Joasă a Prutului Inferior) IUCN V-ös besorolású védett terület Románia keleti részén, Galați megye területén, a Prut-folyó alsó szakasza mentén.

## Fekvése
A Prut alsó folyásának árterületén helyezkedik el mintegy 8 100 ha területen. A terület Galați megye keleti részének teljes hosszán, a Prut jobb oldali árterületének kb. 145 km hosszúságában van kijelölve az Elan-patak Prutba való beömlésétől egészen a Prut torkolatáig. Nagyobbrészben vizes élőhely, kisebb részben pedig lankás erdős terület. A Prut jobb oldali partvidékén, Moldova állam területén a "Prutul de Jos" természetvédelmi rezervátum található. 
Két információs pont nyújt eligazítást a Natúrparkhoz: az egyik Galați-on a Regionális Környezetvédelmi Ügynökségnél, a másik pedig Oancea község polgármesteri hivatalában. A Natúrpark székhelye Galați-on van a Sporthorgászok Megyei Egyesületének keretén belül. Megközelítése Galați felől a Giurgiulești határátkelő irányában lehetséges a DN2B főúton. A Natúrpark közelében, hosszirányban a 26-os megyei út halad, amelyen keresztül el lehet jutni Oancea községközpontba.

## Látnivalók

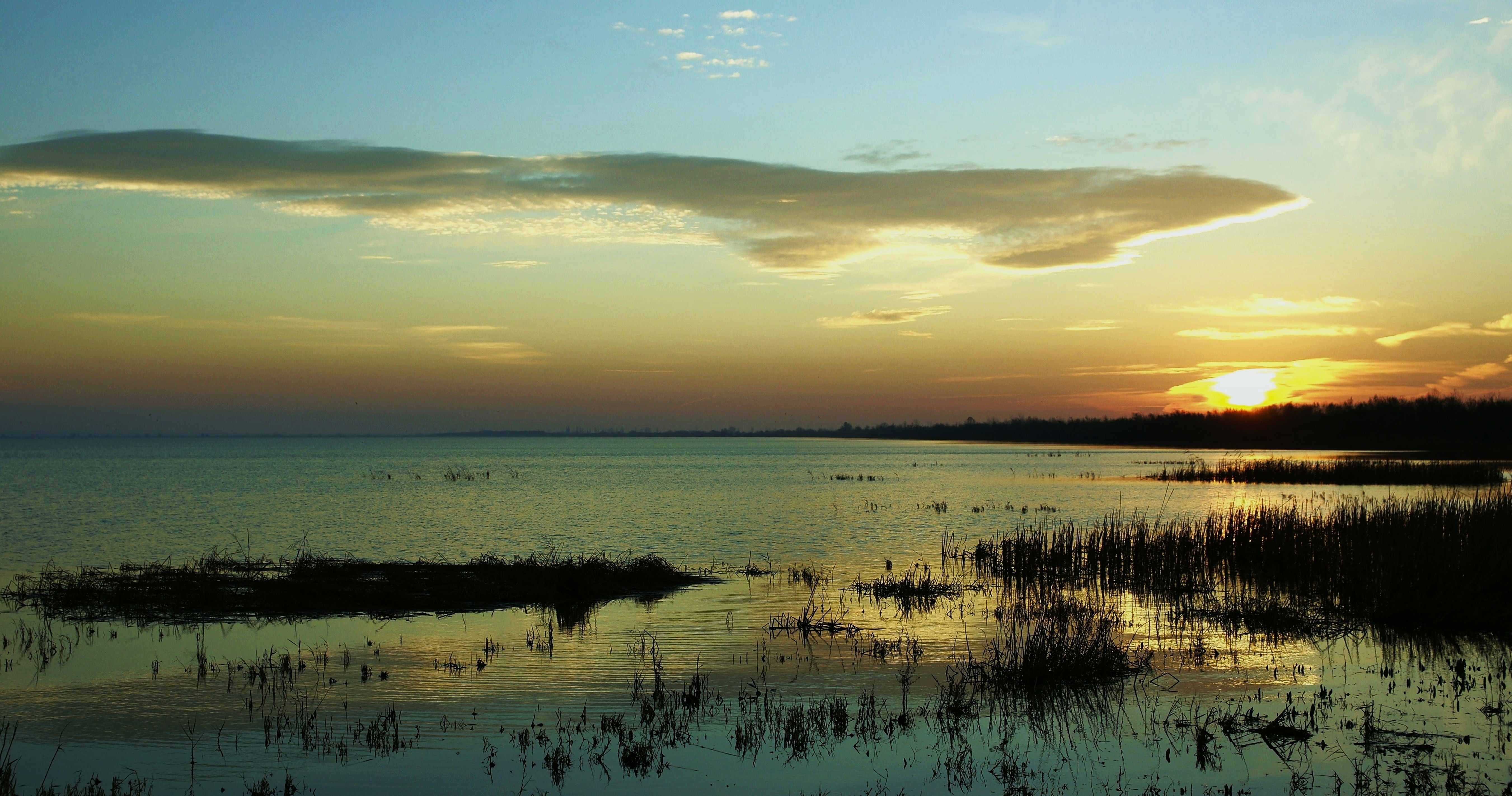
Napnyugta a Brates-tónál

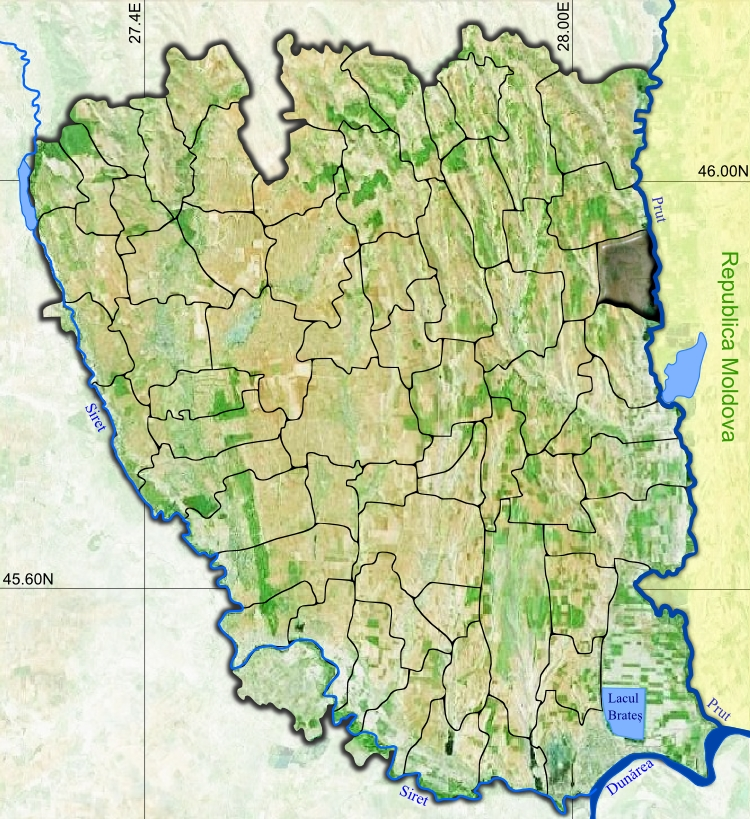
Galați megye földrajzi és közigazgatási beosztási térképe, Oancea község és a Brateș-tó

A Prut alsó folyásán a folyók hordalékainak nagymértékű agyagos kiülepedése számos sekély ártéri tavacskát alakított ki, melyek nagyfokú biodiverzitással rendelkeznek.
A Natúrpark területe számos madárfajnak otthona, ennek folytán több madármegfigyelő helyet létesítettek a folyó hosszában. A megfigyelő helyek a Brateș-, a Vlăscuța-, a Vlădești- és a Plochina-tónál illetve a Mața-Rădeanu Complexumnál találhatóak. Ugyanakkor a helyszín ideális környezet sport- és rekreációs horgászatra.
Comănești és Chiraftei községekben műemléktemplomokat lehet megcsodálni. Șivița településen egy kis falumúzeum található, Cavadinești településen pedig egy folklórmúzeum, amely a Horincei-völgy (Valea Horincei) néprajzi örökségét mutatja be. A Tulucești településhez tartozó Gârboavele-erdőben szintén egy falumúzeum található, ahol négy hagyományos gazdafarmot építettek ki.